# スフリエール (ドミニカ国)
スフリエール（Soufrière）は、ドミニカ国のセント・マーク教区の村。島南西部に位置し、セント・マーク教区では最も北にある集落である。カリブ海のスフリエール湾に面しており、他の三方は山に囲まれている。人口は973人（2011年国勢調査）で、同教区では最も多い。地方自治体は教区内の他の集落と共に一つの村を形成する。
カトリック教会のセント・マーク教会が所在する。